# Serafim Barzakov
Serafim Barzakov est un lutteur bulgare spécialiste de la lutte libre né le 22 juillet 1975.

## Biographie
Lors des Jeux olympiques d'été de 2000 se tenant à Sydney, il remporte la médaille d'argent en combattant dans la catégorie des -63 kg. Il remporte la médaille d'or lors des Championnats du monde de 1998 et 2001, et la médaille d'argent lors des Championnats du monde de 2003 et 2005.